# Nordamerikanische und karibische Handballmeisterschaft der Frauen 2025
Die 6. Nordamerikanische und karibische Handballmeisterschaft der Frauen wurde vom 7. bis 12. April 2025 in Mexiko-Stadt ausgetragen. Veranstalter der Austragung der nordamerikanischen und karibischen Handballmeisterschaft der Frauen war die Handballkonföderation Nordamerikas und der Karibik (NACHC). Organisiert wurde der Wettbewerb vom mexikanischen Handballverband.

## Teilnehmer
Am Turnier nahmen fünf Mannschaften teil: Kanada, Kuba, Mexiko, Vereinigte Staaten von Amerika und Puerto Rico.
Die Siegermannschaft ist für die Weltmeisterschaft 2025 qualifiziert.

## Turnierverlauf

### Gruppenphase
In der Gruppenphase spielte jeder gegen jeden ein Spiel.
| Pl. | Land               | Sp. | S | U | N | Tore      | Diff. | Punkte |
| --- | ------------------ | --- | - | - | - | --------- | ----- | ------ |
| 1.  | Kuba               | 4   | 4 | 0 | 0 | 0125:790  | +46   | 8      |
| 2.  | Mexiko             | 4   | 3 | 0 | 1 | 098:870   | +11   | 6      |
| 3.  | Kanada             | 4   | 2 | 0 | 2 | 0100:1000 | ±0    | 4      |
| 4.  | Vereinigte Staaten | 4   | 1 | 0 | 3 | 083:1030  | −20   | 2      |
| 5.  | Puerto Rico        | 4   | 0 | 0 | 4 | 094:1310  | −37   | 0      |

### Platzierungsspiele
| Datum          |        | Ergebnis |                    |
| -------------- | ------ | -------- | ------------------ |
| 12. April 2025 | Kanada | 26:20    | Vereinigte Staaten |

| Datum          |      | Ergebnis |        |
| -------------- | ---- | -------- | ------ |
| 12. April 2025 | Kuba | 32:21    | Mexiko |

## Platzierung
| Platz | Nation             |
| ----- | ------------------ |
| 1     | Kuba               |
| 2     | Mexiko             |
| 3     | Kanada             |
| 4     | Vereinigte Staaten |
| 5     | Puerto Rico        |

Die Siegermannschaft ist für die Weltmeisterschaft 2025 qualifiziert.